# 774 TCN
774 TCN là một năm trong lịch La Mã.